# Колективне сільськогосподарське підприємство
Колекти́вне сільськогоспо́дарське підприє́мство (КСП)   — організаційна форма колективного сільськогосподарського виробництва, що була було створена в ході реорганізації колгоспів на підставі Закону України «Про колективне сільськогосподарське підприємство» від 14 листопада 1992 року, а також Закону України «Про форму власності на землю»  від 30 січня 1992 року.
Це юридична особа, яка має розрахунковий та інші рахунки в банку, а також печатку із своїм найменуванням. Такі підприємства можуть добровільно об'єднуватися в спілки (об'єднання), бути засновниками акціонерних товариств, які діють на основі своїх статутів.

## Законодавство
Діяльність колективних сільськогосподарських підприємств регулює Закон України «Про колективне сільськогосподарське підприємство». Він описує економічні, юридичні та інші умови таких підприємств. Закон декларує неоможливість втручання державних органів у діяльність КСП або обмеження їхніх прав.

### Історія
Формальна реорганізація колгоспів на КСП мала фіктивний характер. У 1997 році було зареєстровано 9000 КСП та 37000 фермерських господарств. Останнім  належало всього 2% угідь.
Реорганізацію КСП на засадах приватної власності на землю започаткував Указ Президента України «Про невідкладні заходи щодо прискорення реформування аграрного сектору економіки» від 3 грудня 1999.
Весною 2000 на базі реорганізованих КСП почалося створення різних приватних - індивідуальних і колективних - форм господарювання. На той час власниками земельних сертифікатів стали 6,4 млн осіб, їм належало 26 млн га землі з 33 млн га наявних в Україні угідь.
Кабінет Містрів України у 2007 році вносив до Верховної Ради України проект Закону «Про внесення змін та визнання такими, що втратили чинність, деяких законодавчих актів України щодо колективного сільськогосподарського підприємства». Закон України «Про колективне сільськогосподарське підприємство» пропонувалося визнати таким, що втратив чинність.
Закон «Про форму власності на землю» втратив чинність на підставі Закону N 1377-IV ( 1377-15 ) від 11.12.2003, ВВР, 2004, N 15, ст.228 ).